# Csákó Mihály
Csákó Mihály (Budapest, 1941. november 19. – Vác, 2019. január 10.) magyar szociológus, egyetemi docens, a hazai oktatáskutatás egyik alapítója. Egyéb tisztségei mellett az MTA Szociológiai Bizottsága oktatásszociológiai albizottságának elnöke volt.
Fő kutatási területei: oktatásszociológia, ifjúságszociológia, politikai szocializáció, társadalmi mobilitás, informatika és társadalom.

## Életpályája
1959-től 1964-ig az Eötvös Loránd Tudományegyetem Bölcsészettudományi Karának filozófia és magyar szakos hallgatója, majd 1970-ig a filozófia tanszék tanársegéde volt. Közben, 1967–68-ban ösztöndíjjal a franciaországi Nancy egyetemén posztgraduális képzésen vett részt, ott élte át az 1968-as baloldali diáklázadások napjait. 1971-ben doktorált az ELTE BTK-n (Strukturalizmus és történelem, egyetemi doktori értekezés).
Filozófusnak indult, de miután az egyetemen „nemkívánatos személy” lett (saját megfogalmazása), pályát váltott: szociológiával kezdett foglalkozni. 1971 és 1980 között az MSZMP Központi Bizottságának Társadalomtudományi Intézetében dolgozott. Előbb elvégzett egy szociológiai tanfolyamot, azután az intézetnél Gazsó Ferenc csoportjában a szakmunkástanulók szociológiai kutatásában vett részt. A vizsgálatot Liskó Ilonával együtt kezdetben beosztott kutatóként végezték, majd önállóan fejezték be. A témából közösen kandidátusi disszertációt nyújtottak be 1979-ben, de azt elutasították. Nem sokkal korábban ugyanis Csákó Mihály csatlakozott a csehszlovákiai Charta bebörtönzött vezetőivel – köztük Václav Havel későbbi köztársasági elnökkel – szolidaritást vállaló ellenzéki értelmiségi kezdeményezéshez és aláírta az értük kiálló levelet. A rendszerváltozás után Liskó Ilonával együtt ugyanannak a munkának a benyújtásával már sikeresen megszerezte a tudományos fokozatot (1991).
1980-ban az állásukból elbocsátott értelmiségiek segítésére néhány társával közösen nem hivatalos munkaközvetítő irodát alakítottak (MUKI), amely egy ideig Csákóék lakásában működött, de 1981 őszén a rendőrség az iroda teljes kartotékanyagát elkobozta. A Chartát támogató nyilatkozat aláírása és a MUKI megszervezése miatt Csákó Mihály 1980 végén távozni kényszerült a Társadalomtudományi Intézetből.
1981–1985 között a KSH Számítástechnikai Oktatási és Tájékoztatási Központjának (SZÁMOK) munkatársa volt. (Ennek alapján készült munkája: Csikócsapat. Egy sikeres intézmény kamaszkora). Újabb tanfolyamot végzett, de nem az informatikusi pálya vonzotta, hanem elsősorban a számítástechnika hazai történetét és szociológiai kérdéseit vizsgálta. 1985-től állás nélkül, „szabadúszó”-ként újra oktatásszociológiával foglalkozott. Az iskola-számítógépesítés szociológiai problémái címmel vezetett kutatást, amit az oktatási minisztérium pályázatának elnyerése tett lehetővé.

### 1989 után
A rendszerváltás idején aktív közéleti szerepet vállalt. Közreműködött a Tudományos Dolgozók Demokratikus Szakszervezete alapításában, és megalakulásától kezdve egyik vezetője volt a Független Szakszervezetek Demokratikus Ligájának, melynek képviseletében megfigyelőként részt vett az Ellenzéki Kerekasztal munkájában.
1989-ben visszatérhetett az ELTE-re tanítani (1989–2009). Akkor kezdte meg a tizenévesek politikai szocializációjának éveken át tartó vizsgálatát és újra foglalkozott szakképzés-kutatással is. Az ELTE Társadalomtudományi Kar jogelődjének, a ELTE Szociológiai és Szociálpolitikai Intézetének 1989-től oktatója, 1994–1995-ben és 1996–1999-ben igazgatója volt. Közben vendégtanár volt a pittsburgh-i egyetemen (1990), vendégkutató a Harvard Egyetemen (1995) és a párizsi társadalomtudományi főiskolán (Haute École des Sciences Sociales, 1996).
Az ELTE Társadalomtudományi Karán megalapította és 2015-ig vezette az Oktatás- és Ifjúságkutató Központot. Miután az ELTE-n nyugdíjazták, 2009-ben a Wesley János Lelkészképző Főiskola docense lett, oktatásszociológiát tanított haláláig. Többek közt oktatással foglalkozó kutatásai során 2014-től részt vett a Független Diákparlament Plenáris Ülésein, 2015-től a szervezet tanácsadója és szakértője valamint a szervezettel kapcsolatosan egy komplett kutatást is végigvezetett a Független Diákparlament Szervezőbizottságával való együttműködés során.
2017-ben megkapta a Független Diákparlament képviselőtestületétől a  Demokratikus Oktatásért Díjat.
Az Educatio című szakmai folyóirat szerkesztő bizottságának tagja, közel egy évtizedig a szerkesztő bizottság elnöke volt.
Oktatásszociológia-történeti szempontból Magyarországon egyedülálló két kutatása a valamennyi választási évben szisztematikusan elvégzett  politikai szocializáció kutatása http://www.matud.iif.hu/2017/09/06.htm és a valamennyi végzős magyar középiskolásra kiterjedő Soros Alapítványi https://epa.oszk.hu/00000/00035/00031/1999-10-ta-Andor-Iskolakon.html kutatás volt.
Széles körű szakmai elismertségét jelzi - tisztségein kívül - a hetvenedik születésnapja tiszteletére rendezett konferencia, a 75. születésnapja után tartott életútbeszélgetés, a halála után tartott emlékülés, illetve a halálának évfordulójára rendezett kétnapos konferencia, születése 80. évfordulójára rendezett konferencia és angol nyelvü előadás is. Emléktábláját a Dankó u. 11-ben Iványi Gábor avatta fel az alábbi idézettel: „Ez nem ajándék. Ingyen ezt nem adják, Hol áldozat nincs, nincs szabadság.” (Heltai Jenő: Szabadság).

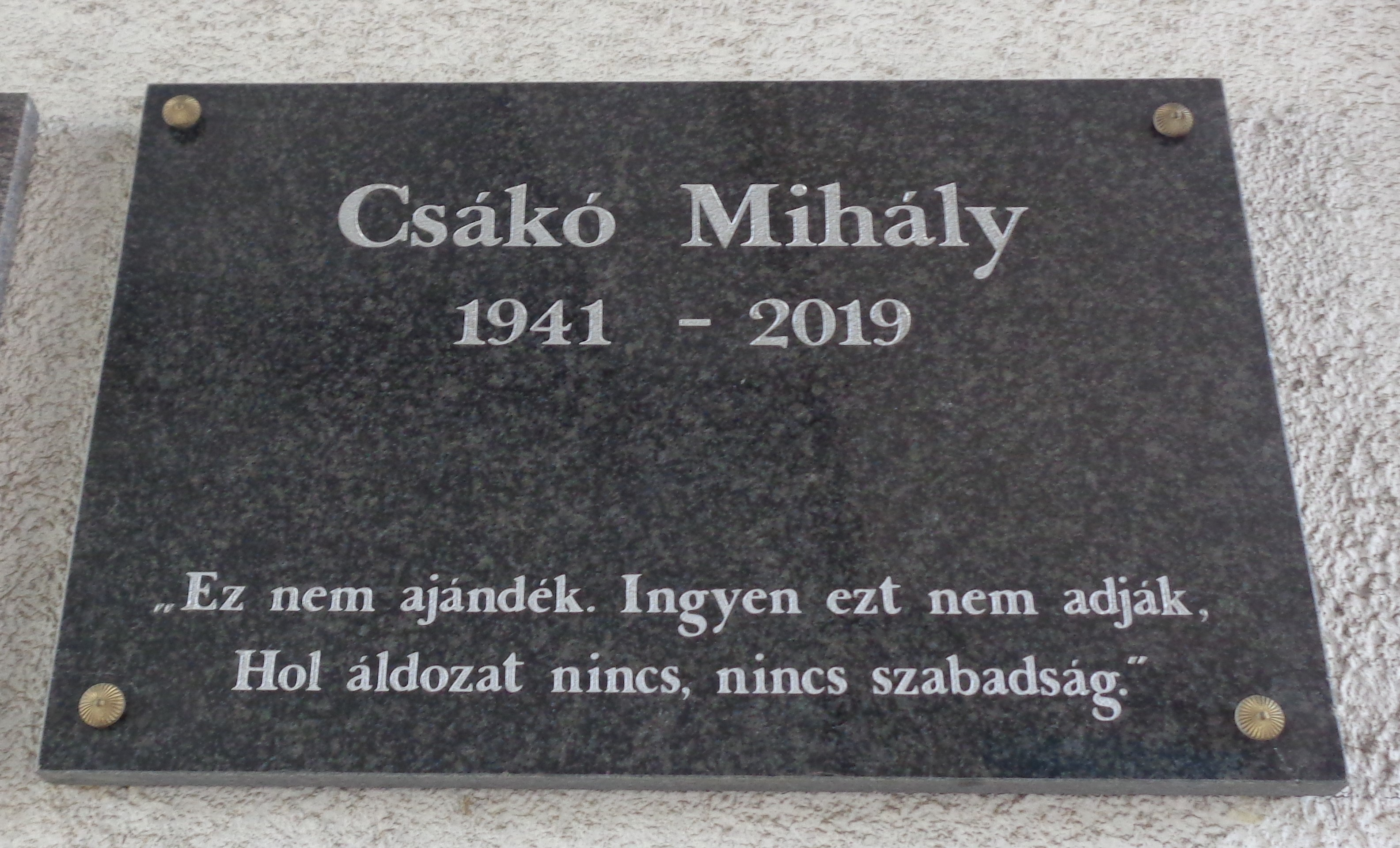
Csákó Mihály emléktáblája

### További szervezeti tagságok
- A Magyar Szociológiai Társaság alapító- és elnökségi tagja, 2000-ben elnöke, kétszer alelnöke
- 2002-től kezdve három alkalommal beválasztották az MTA Szociológiai Bizottságába, kétszer a Munkatudományi Interdiszciplináris Bizottságba.
- Az MTA Szociológiai Bizottság oktatásszociológiai albizottságának elnöke.
- Az OTKA szociológiai bizottságának elnöke

Tagja volt több külföldi, illetve nemzetközi szervezetnek: 
- International Sociological Association
- European Sociological Association
- Centre de coordination pour la Recherche et l’Enseignement en Informatique et Société
- A Független Diákparlament Szervezőbizottságának 2015-től hivatalos tanácsadója, szakértője, a szervezet kutatója.
- Civil Közoktatási Platform képviselője

## Főbb publikációi
- Vita az öntevékenységről; Zrínyi, Bp., 1966 (Nevelés, technika, tudomány, kiképzés)
- Lévi-Strauss és a dilemma (Világosság, 1969)
- Csákó Mihály–Zsurzs Mária: A tanulóifjúság a társadalomban. Bibliográfia; MSZMP KB Társadalomtudományi Intézet, Bp., 1974
- Gazsó Ferenc–Csákó Mihály–Havas Gáborné: A szakmunkásképzés néhány társadalmi összefüggése. Műhelytanulmány; MSZMP Központi Bizottság Társadalomtudományi Intézete, Bp., 1975
- A japán számítástechnikai ipar története és perspektívái; összeáll. Csákó Mihály; KSH Számok, Bp., 1981
- A magyar szakmunkásképzés rendszere és társadalmi meghatározói (társszerző: Liskó Ilona. Medvetánc, 1982)
- Az irodaautomatizálás helyzete és hatásai; összeáll. Csákó Mihály; KSH, Bp., 1982 (Számítástechnika-alkalmazási tájékoztató sorozat)
- A számítástechnika társadalmi hatásairól a fejlett tőkés országok tapasztalatai alapján; összeáll. Csákó Mihály; KSH, Bp., 1982 (Számítástechnika-alkalmazási tájékoztató sorozat)
- A termelékenység problémája az amerikai szoftveriparban; SZÁMALK, Bp., 1982
- Mikrosiker. Mikroszámítógépek a házkezelőségeken; Művelődéskutató Intézet, Bp., 1987
- Számítógép, oktatásügy, iskola. Egy szociológiai kutatás tapasztalataiból; összeáll., szerk. Csákó Mihály; Társadalomtudományi Intézete, Bp., 1989 (Műhelytanulmányok MSZMP KB Társadalomtudományi Intézete)
- Változó munkaügyi kapcsolatok; szerk. Csákó Mihály, Simonyi Ágnes, Tóth András, ford. Simonyi Ágnes; ELTE Szociológiai-Szociálpolitikai Intézet és Továbbképző Központ, Bp., 1994
- Szakirányú továbbtanulás (Educatio, 1998)
- A politikai szocializáció. Válogatás a francia nyelvterület szakirodalmából. Felsőoktatási tankönyv; szerk. Szabó Ildikó, Csákó Mihály; Új Mandátum, Bp., 1999 (Nagyítás)
- Informatika – internet – pedagógusok (Iskolakultúra: Pedagógusok szakmai-tudományos folyóirata, 2001)
- A konfliktuskezelés kultúrájának alakulásáról (Educatio, 2008)
- Iskola – tanuló – család: szerelmi háromszög? (Educatio, 2012)
- Iskolai demokrácia. Diákönkormányzatok, diákjogok (2012)[10]
- Családi emlékezet és történelem (Socio.hu: Társadalomtudományi Szemle, 2014)
- A magyar politikaiszocializáció-kutatás történetének vázlata (Magyar Tudomány, 2017)

Publikációinak (köztük a fentiek) pontos listáját a Magyar Tudományos Művek Tára közli. Kutatási eredményeinek, publikációinak jelentős részét saját honlapja is tartalmazza. A tanulmányok többségének teljes szövege az interneten elérhető.

„Húsz éve szabadok vagyunk Közép-Európában, és gyerekeink még mindig nem tudják, mit is jelent szabadnak lenni, a felnőttek pedig nem tudják nekik megtanítani. Ezt a megállapítást lehet árnyalni, de mindenképpen jelentős deficitet halmoztunk fel a demokrácia nevelésében.”

– Csákó Mihály